# Radu Cristian Georgescu
Radu Cristian Georgescu (n. 28 iunie 1970) este un senator român în legislatura 2004-2008 ales în județul Mureș pe listele partidului PSD. În cadrul activității sale parlamentare, Radu Cristian Georgescu a fost membru în grupurile parlamentare de prietenie cu Republica Indonezia, Republica Austria și Republica Cuba. Radu Cristian Georgescu a inițiat 14 propuneri legislative din care 4 au fost promulgate legi. Radu Cristian Georgescu a fost membru în comisia pentru drepturile omului, culte și minorități și în comisia pentru egalitatea de șanse (până în feb. 2007). 